# Сапе (язык)
Сапе (Caliana, Chirichano, Kaliána, Kariana, Sapé) — почти исчезнувший изолированный индейский язык, на котором говорят в 3 маленьких поселениях на реках Каруна и Парагуа штата Боливар в Венесуэле. В 2008 году было обнаружено несколько пожилых носителей. Сапе является одним из самых плохо изученных существующих языков Южной Америки, и может быть изолированным языком. Однако, лингвистических данных о языке нет.